# تمیر
تمیر (به انگلیسی: Tumair) یک روستا در پاکستان است که در اسلام‌آباد واقع شده‌است.